# Municipalità Regionale di Peel
La Municipalità Regionale di Peel è una suddivisione dell'Ontario in Canada, nella regione della Golden Horseshoe. Al 2006 contava una popolazione di 1 159 405 abitanti. Il suo capoluogo è Brampton.

## Geografia fisica
La regione municipale di Peel si trova a sud dell'Ontario, nell'area metropolitana di Toronto.